# 1999 في إسبانيا
فيما يلي قوائم الأحداث التي وقعت خلال عام 1999 في إسبانيا.

## سياسة

### تعيين في المنصب
- 19 يناير – ماريانو راخوي Minister of Education and Culture ‏.

### انتهاء فترة المنصب
- 19 يناير – ماريانو راخوي Minister for Public Administration ‏.

## رياضة
- 1 يناير – جائزة كتالونيا الكبرى للدراجات النارية 1999
- 1 يناير – طواف إسبانيا 1999

## ظهور
- 1 يناير – أوركيسترا الديوان الغربي الشرقي

## أفلام
من الأفلام التي صدرت هذه السنة في إسبانيا:
- 1 يناير – البوابة التاسعة من إخراج رومان بولانسكي.
- 1 يناير – فتاة أحلامك من إخراج فيرناندو ترويبا.
- 8 أبريل – كل شيء عن أمي من إخراج بيدرو ألمودوبار.

## كتب
من الكتب التي صدرت هذه السنة في إسبانيا:
- 1 يناير – دفاتر أفريقية من تأليف ألفونسو أرمادا.

## مواليد

### يونيو
- 9 يونيو – كلوديا فيغا ممثلة إسبانية.

### أغسطس
- 3 أغسطس – إبراهيم دياز لاعب كرة قدم إسباني.

## وفيات

### يناير
- 27 يناير – غونثالو تورينتي باييستير (مواليد 1910)

### يوليو
- 6 يوليو – خواكين رودريغو (مواليد 1901)

### سبتمبر
- 10 سبتمبر – ألفريدو كراوس (مواليد 1927) مغني إسباني.

### أكتوبر
- 28 أكتوبر – رافائيل ألبرتي (مواليد 1902) شاعر إسباني.